# Сантана-ди-Пирапама
Сантана-ди-Пирапама (порт. Santana de Pirapama) — муниципалитет в Бразилии, входит в штат Минас-Жерайс. Составная часть мезорегиона Агломерация Белу-Оризонти. Входит в экономико-статистический микрорегион Сети-Лагоас. Население составляет 8175 человек на 2006 год. Занимает площадь 1220,985 км². Плотность населения — 6,7 чел./км².

## История
Город основан в 1948 году.

## Статистика
- Валовой внутренний продукт на 2003 год составляет 27 067 094,00 реалов (данные: Бразильский институт географии и статистики).
- Валовой внутренний продукт на душу населения на 2003 год составляет 3230,74 реалов (данные: Бразильский институт географии и статистики).
- Индекс развития человеческого потенциала на2000 год составляет 0,679 (данные: Программа развития ООН).